# Мала Деребчинка
Мала́ Деребчи́нка — село в Україні, у Джуринській сільській громаді Жмеринського району Вінницької області. Населення становить 262 особи.

## Історія
Село під назвою Деребчинка (пол. Derebczynka) Мурафської волості Ямпільського повіту Подільської губернії. Належало Теодору Собанському (пол. Teodor Sobański).
З історії краю відомо, що Собанський мешкав у своєму палаці, який розташовувався в містечку Джурин. Рештки цієї споруди збереглися й по нині.
В 1889 році в селі Мала Деребчинка відкрито школу грамоти. Церковний прихід в Деребчині.
Наприкінці XIX століття Деребчинка у власності Станіслава Казимировича та Антона Антоновича Олександровських.

### Аполлон Коженьовський
В 1856 році Аполлон Теодорович Коженьовський (пол. Apollo Korzeniowski h. Nałęcz) разом із дружиною Евеліною Йосипівною з д. Бобровських (пол. Ewelina z d. Bobrowskich Korzeniowska) орендували Деребчинку в Собанського. За рік в них народиться син — Юзеф Теодор Конрад, більш відомий під творчим псевдонімом як Джозеф Конрад. 

Відомий польський письменник Стефан Жеромський, котрий був найближчим побратимом класика англійської літератури Джозефа Конрада, ще 1924 року написав, що: 
«...Аполло Коженьовський разом із своєю дружиною поселився в селі Деребчинка, котре орендував у Теодора Собанського. Тут 6 грудня 1857 року з'явився на світ Теодор Юзеф Конрад Коженьовський…»
Проте, дядько й опікун Конрада Тадеуш Бобровський в листах до свого племінника вказував інші дані:
«Забув сказати тобі, що ти з'явився на цей світ 21 листопада 1857 року в Бердичеві».

## Населення

### Мова
Розподіл населення за рідною мовою за даними :
| Мова       | Кількість | Відсоток |
| ---------- | --------- | -------- |
| українська | 261       | 99.62%   |
| румунська  | 1         | 0.38%    |
| Усього     | 3278      | 100%     |